# Dombasle-sur-Meurthe
Dombasle-sur-Meurthe – miejscowość i gmina we Francji, w regionie Grand Est, w departamencie Meurthe i Mozela.
Według danych na rok 1990 gminę zamieszkiwały 9133 osoby, a gęstość zaludnienia wynosiła 815 osób/km² (wśród 2335 gmin Lotaryngii Dombasle-sur-Meurthe plasuje się na 37. miejscu pod względem liczby ludności, natomiast pod względem powierzchni na miejscu 520.).

## Populacja

Populacja Dombasle-sur-Meurthe w latach 1962–2008